# Sociomusikologi
Sociomusikologi (från latin: socius, "kompanjon"; från gamla franska musique; och suffixet -ologi, "studiet av", från gammal grekiska λόγος, lógos, "diskurs"), även kallat musiksociologi, avser både en akademisk underdisciplin inom den akademiska disciplinen sociologi, vilken handlar om musik (ofta i kombination med andra konstarter) samt ett delområde inom musikvetenskap som fokuserar på de sociala aspekterna av musikaliskt beteende och musikens roll i samhället.